# Jordan Scott (Regisseurin)
Jordan Scott (* 1977 in England) ist eine britische Regisseurin und Drehbuchautorin.

## Leben
Jordan Scott wurde als Tochter der Produzentin Sandy Watson und des Regisseurs Ridley Scott in England geboren.
Nach einem schauspielerischen Kurzauftritt in White Squall und einer Stuntvertretung in Legende – beides Filme ihres Vaters – wandte sie sich dem Verfassen von Drehbüchern und der Regie zu.
Mit der gemeinsam mit ihrem Vater gestalteten Episode Jonathan des Films Alle Kinder dieser Welt über einen vom Balkankrieg traumatisierten Kriegsfotografen (gespielt von David Thewlis), der sich in seine Kindheitsträume hineinflüchtet, gelang ihr größere Beachtung.
„Es gibt kein besseres Medium als Kino, um Menschen zu sensibilisieren (…) Die größte persönliche Veränderung war, daß ich zum ersten Mal mit meinem Vater Ridley zusammenarbeitete. Und das lief so reibungslos, daß wir gleich danach noch ein gemeinsames Projekt machten. "Alle Kinder dieser Welt" hat mich meinem Vater noch näher gebracht. Das allein war es wert.“
2005 drehte sie als Co-Regisseurin zusammen mit ihrem Vater eine Reihe von Werbespots für Prada.
Der Kinostart ihres Films Cracks mit Eva Green und Juno Temple war 2009. In diesem Film geht es um das Beziehungsgeflecht weiblicher Absolventinnen einer Eliteschule, an der die Neuanstellung der eleganten und unkonventionellen Miss G als Lehrerin für Unruhe sorgt.

## Filmografie (Auswahl)
Regie & Drehbuch
- 2002: Never Never (Kurzfilm)
- 2004: Portrait (Kurzfilm)
- 2005: Alle Kinder dieser Welt (All the Invisible Children, Episode Jonathan)
- 2009: Cracks
- 2024: Berlin Nobody

Schauspielerin
- 1996: White Squall – Reißende Strömung (White Squall)